# Itamar Díaz
Itamar Díaz – wenezuelski zapaśnik walczący przeważnie w stylu wolnym. Srebrny medal na mistrzostwach panamerykańskich w 1993 i na igrzyskach Ameryki Środkowej i Karaibów w 1993. Brązowy medalista igrzysk Ameryki Południowej w 1994. Drugie i trzecie miejsce w mistrzostwach Ameryki Południowej w 1990. Złoty medalista igrzysk boliwaryjskich w 1993. Wicemistrz świata kadetów w 1980 roku.